# Francisco Salanova Alfonso
Francisco Salanova Alfonso es un prestigioso oboísta de Catarroja (Valencia).

## Vida
Nace en Catarroja (Valencia), donde inicia sus estudios musicales en la Sociedad Musical "La Artesana" con los maestros D. Antonio Claverol y D. Bartolomé Raga. Más tarde ingresa en el Conservatorio Superior de Música de Valencia, donde finaliza sus estudios obteniendo el Premio de Honor con el Profesor D. Vicente Martí. Además asiste a clases en Alemania con Schneider.
Desde los dieciocho años ocupa el puesto de Solista de la Banda Municipal de Valencia, de la cual se encuentra en la actualidad en excedencia.

## Trayectoria musical
Ha colaborado como solista con muchas orquestas nacionales e internacionales entre las que cabe destacar; “Ciudad de Palma”, orquestas “Municipal”, “Clásica y “Sinfónica de Valencia”, “Ciudad de Barcelona”, “Orquesta de la Televisión Suiza, etc. Actuando bajo la batuta de prestigiosos maestros.
Su carrera como concertista en el ámbito de la música de cámara le lleva a formar el “Quinteto y Cuarteto del Conservatorio Superior de Música de Valencia”(Quinteto Valencia), “trío (y ob. P.) con Perfecto García Chornet y Juan Llinares” y dúo (ob. P.) con Perfecto García Chornet”, actuando con estos grupos en las principales salas nacionales en numerosísimas ocasiones y en diversos recitales en el extranjero y realizando varios discos y grabaciones.
Sus recitales como concertista le han llevado a actuar en las mejores salas de conciertos nacionales y en Rumania, Francia, Rusia, Suiza, Holanda, Bélgica, Italia, Austria, Alemania…, realizando grabaciones para R.N.E. y Televisión Suiza.
Ha actuado como Solista en las Orquestas Sinfónica y Municipal de Valencia, RTV Española, Ciudad de Barcelona, Televisión de Zúrich, etc.
Sus numerosos alumnos ocupan plazas en la mayor parte de orquestas y conservatorios de la geografía española y europea. Su alumno, también catedrático de oboe en Murcia y compositor Francisco José Valero Castells le dedicó el Concierto Op. 3: para oboe y orquesta, 1996 (duración aprox. 18’) .
Ha impartido lecciones a numerosos oboistas como: José Francisco Sánchez Sánchez, Francisco José Valero Castells Miguel Enguídanos, José Vicente León
Es catedrático de oboe del Conservatorio Superior de Música de Valencia y está en posesión de la “Medalla a las Bellas Artes”.

## Libros que ha escrito
- Baguena / Salanova, F., Camino Del Virtuosismo Vol.1 - Ejercicios técnicos para el estudio del Oboe, ed. Rivera Música, edición con grapas, 80 p.
- Baguena / Salanova, F., Camino Del Virtuosismo Vol.2 - Ejercicios técnicos para el estudio del Oboe, ed. Rivera Música, edición con gusanillo, 184 p.